# Monte Zanuck
Il Monte Zanuck (in lingua inglese: Mount Zanuck) è una montagna antartica lunga circa 8 km, su cui spiccano tre aguzzi picchi montuosi disposti in senso est-ovest, il più alto dei quali si innalza fino a 2.525 m. È situato sul fianco meridionale del Ghiacciaio Albanus nel punto in cui esso va a confluire nel Ghiacciaio Scott, nei Monti della Regina Maud, in Antartide. 
Fu scoperto nel novembre 1929 dall'esploratore polare statunitense Byrd durante il suo volo per stabilire una base verso il Polo Sud. La montagna fu visitata poi nel dicembre 1934 dal gruppo geologico guidato da Quin Blackburn, che faceva parte della seconda spedizione antartica di Byrd.
La denominazione è stata assegnata dallo stesso Byrd in onore del produttore cinematografico Darryl F. Zanuck (1902-1979), fondatore della Twentieth Century-Fox Pictures, che aveva contribuito al montaggio dei filmati della seconda spedizione polare di Byrd (1933-35) e che successivamente fornì i proiettori cinematografici all'United States Antarctic Service (USAS) nel 1939–41.